# Суводское сельское поселение (Кировская область)
Суводское сельское поселение — муниципальное образование в составе Оричевского района Кировской области России.
Административный центр — посёлок Суводи.

## История
Суводское сельское поселение образовано 1 января 2006 года согласно Закону Кировской области от 07.12.2004 № 284-ЗО.

## Население
| 2010 | 2012 | 2013 | 2014 | 2015 | 2016 | 2017 |
| ---- | ---- | ---- | ---- | ---- | ---- | ---- |
| 459  | ↘445 | ↘438 | ↘421 | ↘417 | ↘400 | ↘383 |
| 2018 | 2019 | 2020 | 2021 |      |      |      |
| ↘373 | ↘354 | ↘339 | ↘161 |      |      |      |

## Состав сельского поселения
В состав сельского поселения входят 2 населённых пункта:
| № | Населённый пункт | Тип населённого пункта          | Население |
| - | ---------------- | ------------------------------- | --------- |
| 1 | Разбойный Бор    | посёлок                         | 84        |
| 2 | Суводи           | посёлок, административный центр | 375       |